# Erick Mombaerts
Erick Mombaerts (sinh ngày 21 tháng 4 năm 1955) là một huấn luyện viên và cựu cầu thủ bóng đá người Pháp.

## Sự nghiệp Huấn luyện viên
Erick Mombaerts đã dẫn dắt Paris Saint-Germain, Guingamp, Cannes, Toulouse, Le Havre và Yokohama F. Marinos.